# Szofi Özbas
Szofi Özbas (* 19. Oktober 2001 in Szolnok) ist eine ungarische Judoka. 
2018 gewann sie Gold bei den Olympischen Jugend-Sommerspielen. Ebenfalls wurde sie Siegerin bei den U23 Europa-Weltmeisterschaften und bei den Junior Weltmeisterschaften 2019 in Marrakesh was der erste Judo-Weltmeistertitel von einem ungarischen Sportler seit 2015 war.
Durch den Platz 27. auf der Weltrangliste am Beginn von 2021 qualifizierte sie sich für die Olympischen Sommerspiele 2020 in der Gewichtsklasse -63 kg. Durch ihre Punktzahl im Junior Ranking, wo sie 2021 auf Platz eins lag, konnte sie sich durch die Verschiebung der Spiele qualifizieren. In der ersten Runde schlug sie die deutsche Sportlerin Martyna Trajdos, in der zweiten Runde unterlag sie der späteren Bronzemedaillengewinnerin Centracchio aus Italien. Im November 2021 gewann Özbas sowohl im Einzel als auch in der Teamwertung Bronzemedaillen bei den U23-Europameisterschaften. 
2022 gewann Özbas ihren ersten ungarischen Meistertitel in der Erwachsenenklasse. Bei den Europameisterschaften 2022 in Sofia unterlag Özbas im Halbfinale der Britin Gemma Howell, den Kampf um Bronze gewann sie gegen die Tschechin Renata Zachová. Ein Jahr später verlor Özbas im Viertelfinale der Weltmeisterschaften in Doha gegen die Niederländerin Joanne van Lieshout. Mit Siegen über Laura Fazliu aus dem Kosovo und Lubjana Piovesana aus Österreich erkämpfte sie eine Bronzemedaille. Bei den Olympischen Spielen 2024 in Paris schied Özbas im Achtelfinale gegen die Kanadierin Catherine Beauchemin-Pinard aus. Ein Jar später wurde sie in Podgorica Europameisterin in der Klasse bis 70 kg.